# 엘리오 제르마노
엘리오 제르마노(이탈리아어: Elio Germano, 1980년 9월 25일 ~ )는 이탈리아의 배우이다.

## 출연 작품
- 배드 테일즈 (2020)
- 히든 어웨이 (2020)
- 로즈 아일랜드 공화국 (2020)
- 아이 엠 템페스타 (2018)
- 퀘스천 오브 카르마 (2017)
- 테네레차: 홀딩 핸즈 (2017)
- 성 프란치스코 (2016)
- 알래스카 (2015)
- 상실과 아름다움 (2015)
- 레이디 인 더 카 (2015)
- 수부라 게이트 (2015)
- 아름다운 청년, 자코모 레오파르디 (2014)
- 더 피프쓰 휠 (2013)
- 늑대의 땅 (2012)
- 매그니피슨트 프레젠스 (2012)
- 디아즈: 이 피를 지우지 말라 (2012)
- 라 테라 네글리 오치 (2011)
- 플라이아노 (2010)
- 우리의 인생 (2010)
- 나인 (2009)
- 어 홀 라이프 어헤드 (2008)
- 얼리 버드 캐치 더 웜 (2008)
- 더 패스트 이즈 어 포린 랜드 (2008)
- 애즈 갓 커맨즈 (2008)
- 형은 외아들 (2007)
- 영웅은 없다 (2007)
- 나폴레옹의 연인 (2006)
- 멜리사 P. (2005)
- 히치콕을 좋아하세요? (2005)
- 범죄 소설 (2005)
- 레스피로 (2002)
- 불공평한 경쟁 (2001, Concorrenza sleale)